# 曼哈顿学院
曼哈顿学院（英語：Manhattan College）是一所在纽约布朗克斯区设立于1853年的天主教文理学院。该校最早建校于曼哈顿，故得名于此，虽然后来搬到了布朗克斯。该校在《美国新闻与世界报道》的北方地区排名中排在前20。该校下设文学院、理学院、工学院、教育与健康学院、商学院。